# Daniel Seff
 (juin 2013).
Daniel Seff, né en 1949 à Toulouse, est un auteur-compositeur-interprète français. 
Originaire du Sud-Ouest de la France, il est le frère de Richard Seff. Il connaît un certain succès avec le titre Je pars avec elle en 1984.

## Carrière
Daniel Seff est adolescent lorsqu'avec son frère Richard Seff, il écrit ses premières chansons. En un été, tous deux composent sur le piano de leur grand-mère une douzaine de titres pour un projet d’album que Daniel doit interpréter. Par l’entremise d’un ami commun, Daniel Seff présente les maquettes à un autre Toulousain : Claude Nougaro. Celui-ci, séduit par les chansons, le recommande à son directeur artistique : Claude Dejacques qui vient de prendre en main le label Festival. Daniel Seff signe un contrat avec la maison de disques qui compte dans son « écurie » d’autres nouveaux talents prometteurs : Maxime Le Forestier, Yves Simon, Catherine Ribeiro, Gérard Lenorman… Ce dernier qui est à la recherche de nouvelles chansons demande aux frères Seff d’écrire pour lui. Le premier simple : De toi sort chez CBS en 1972 et devient rapidement numéro un des « hits parades » de l’époque. Suivront d’autres succès : Le Petit Prince, Les Matins d’hiver, Les Jours heureux, Le Magicien, etc. Il écrit également pour Joe Dassin, Michel Delpech, Claude François, Mike Brant, Herbert Léonard ou Johnny Hallyday entre autres.
Daniel Seff sort plusieurs albums et singles.
En 1989, il écrit avec son frère Richard et réalise le premier succès (Kennedy Boulevard) d’une jeune chanteuse belge Axelle Red. Le disque se classe rapidement no 1 en Belgique. Ce sera le début d’une longue collaboration et de nombreux succès discographiques (Je t’attends, Parce que c'est toi, Pas maintenant, Toujours, etc.). Il signe également Elle est de Patrick Fiori et le duo Tout au bout de nos peines d'Isabelle Boulay et Johnny Hallyday. Prolifique, il écrit pour de nombreux chanteurs : Lara Fabian, Florent Pagny, Élisa Tovati ou Chimène Badi entre autres,.

## Discographie

### Albums
- 1980: Vision spéciale
- 1981 : Dépôt de bilan
- 1982 : Promesses
- 1984 : Vol de nuit
- 1984 : Nuits d'amour (album "Vol de nuit" version Canada avec un inédit)
- 1993 : Prévenez les anges
- 2007 : Mes jours d'ailleurs

## Répertoire exhaustif de collaborations
- 1971 : Fille du vent - Pierre Groscolas
- 1972 : Comme une rose noire, De toi, La fête des fleurs, Le bal des aurevoirs, Le chemin, Le petit prince, Les jours heureux, Les matins d'hiver, Plus de soleil "au lever du jour", Waterloo - Gérard Lenorman
- 1972 : Un peu de paradis - Joe Dassin
- 1972 : Les matins d'hivers - Gerard Lenormand
- 1972 : Le petit prince - Caravelli
- 1972 : Que tout recommence - Anne-Marie David
- 1972 : Voor een kind alleen - Conny Vandenbos
- 1973 : Ma cavalière - Michel Delpech
- 1973 : Aimer - Anne-Marie David
- 1973 : Le magicien, Après tant de souvenirs - Gérard Lenorman
- 1974 : Quand la pluie finira de tomber - Claude François
- 1974 : Quand on n'aime pas - Gérard Lenorman
- 1974 : Qui pourra te dire - Mike Brant
- 1975 : Mon fils - Herbert Léonard
- 1976 : Et puis lentement - Gérard Lenorman
- 1977 : Vivre - Johnny Hallyday
- 1977 : Amour sans issue, À contre jour, Et si je dois mourir, Et puis lentement - Gérard Lenorman
- 1978 : Blondie, Un viaggio (Sans voyage) - Daniel Seff
- 1978 : La place où tu n'es pas - Gérard Lenorman
- 1981 : La fête des fleurs, De Toi - Gérard Lenorman
- 1981 : Album Dépôt de bilan - Daniel Seff
- 1983 : Elle a dans ses yeux - Jairo
- 1984 : Album Vol de nuit - Daniel Seff
- 1990 : Kennedy Boulevard - Axelle Red
- 1990 : Cœur de verre - Jean-Patrick Capdevielle
- 1991 : Aretha et moi, Roule - Axelle Red
- 1993 : Pars, Je t'attends, Les voisins, Présence - Axelle Red
- 1993 : Album Prévenez les anges - Daniel Seff
- 1994 : Anaia (Ami) - Peio Serbielle
- 1996 : Qui connaît la route, Un été pour rien - Axelle Red
- 1996 : Ici, Alléluia - Lara Fabian
- 1998 : C'est notre histoire, Elle est, Une vie pour de vrai - Patrick Fiori
- 1998 : Te espere - Axelle Red
- 1998 : Do toi - Raymond Lefèvre
- 1999 : Parce que c'est toi, À 82 ans, La réponse, J'ai jamais dit, Quitter tôt - Axelle Red
- 2000 : Comment je saurai - Florent Pagny
- 2000 : Cœur combat, Mieux qu'ici-bas, Nos rivières - Isabelle Boulay
- 2001 : Le roi est une femme, Piano Nocturne - Lara Fabian
- 2002 : Pas maintenant, Toujours - Axelle Red
- 2002 : Waar je ook gaat - Isabelle A
- 2002 : M'arrêter là - Johnny Hallyday
- 2002 : Si la vie - Élisa Tovati
- 2004 : Tout un jour, Je sais ton nom, Je voudrais - Isabelle Boulay
- 2004 : Tout au bout de nos peines - Isabelle Boulay et Johnny Hallyday
- 2004 : Le livre du temps - Michel Sardou
- 2004 : L'amour emporte tout - Natasha St-Pier
- 2005 : Intro, Du temps pour toi - Isabelle Boulay
- 2006 : Je ne dirai jamais - Chimène Badi
- 2007 : Danza, Danza, Come una marea, Invierno, The Mystery of Martha, Les grands noyés du monde, La noche sin ti, The Thought of You - Michaël
- 2008 : N'aimer que t'aimer - Isabelle Boulay
- 2009 : Mieux qu'ici bas - Grégory Lemarchal
- 2010 : Planchers fragiles - Trois